# Georgia Jones
Georgia Jones (Fort Smith, Arkansas, 4 de abril de 1988) es una actriz pornográfica estadounidense.

## Biografía
Georgia Jones grababa solo escenas lésbicas o en solitario (masturbación) mientras tenía una relación con Faye, después empezó a grabar algunas escenas heterosexuales. Tuvo una relación amorosa con la actriz Faye Reagan y con el actor Charlie Sheen. Fue la Penthouse Pet de agosto de 2011.

## Distinciones
- 2009 : AVN Awards - Nominada – Best All-Girl Couples Sex Scene
- 2010 : AVN Awards - Nominada – Best All-Girl Group Sex Scene
- 2011 : AVN Awards - Nominada – Best Gonzo Release
- 2011 : AVN Awards - Nominada – Best All-Girl Three-Way Sex Scene